# Prunum cahuitaensis
Prunum cahuitaensis là một loài ốc biển, là động vật thân mềm chân bụng sống ở biển trong họ Marginellidae, họ ốc mép.

## Phân bố
Chúng phân bố ở Biển Caribe dọc theo Costa Rica.